# Falsomassicus theresae
Falsomassicus theresae là một loài bọ cánh cứng trong họ Cerambycidae.